# 单刺蓬属
单刺蓬属（学名：Cornulaca），又稱单刺花属，是藜科下的一个属，为一年生草本或小灌木植物。该属共有约7种，分布于非洲北部、西亚及中亚。